# Бенито Хуарез (Окосинго)
Бенито Хуарез (шп. Benito Juárez) насеље је у Мексику у савезној држави Чијапас у општини Окосинго. Насеље се налази на надморској висини од 716 м.

## Становништво
Према подацима из 2010. године у насељу је живело 45 становника.

### Хронологија
| Година       | 2010         |
| ------------ | ------------ |
| Становништво | 45 (23 / 22) |

### Попис
| # | Индикатор                     | Вредност |
| - | ----------------------------- | -------- |
| 1 | Укупно домаћинстава           | 15       |
| 2 | Укупно насељених домаћинстава | 15       |
| 3 | Величина локације             | 1        |